# Sân bay Mafeteng
Sân bay Mafeteng (IATA: MFC, ICAO: FXMF) là một sân bay ở Mafeteng, Lesotho.